# For Me... Formidable
"For Me... Formidable" is een nummer van de Franse chansonnier Charles Aznavour. Het nummer verscheen op zijn album Qui? uit 1963. Dat jaar werd het tevens uitgebracht als single.

## Achtergrond
"For Me... Formidable" is geschreven door Aznavour in samenwerking met Jacques Plante. Het is een tweetalig nummer; er wordt zowel in het Engels als in het Frans gezongen. Aznavour wist dat hij niet internationaal door zou breken door enkel in het Frans te zingen, dus schreef hij een aantal Engelstalige nummers, waaronder "She" en "Yesterday When I Was Young", inclusief het tweetalige "For Me... Formidable". Op de single werd hij bijgestaan door het orkest van Paul Mauriat.
In "For Me... Formidable" vertelt Aznavour tegen zijn Engelstalige geliefde "in de taal van Shakespeare" dat zij voor hem de enige is van wie hij kan houden, maar dat hij liever zijn woorden zou kiezen "in de taal van Molière". Later in 1963 zingt hij het nummer in de Carnegie Hall in New York, een optreden waarvan Bob Dylan zei dat het "het mooiste is dat ik ooit op een podium heb gezien".
"For Me... Formidable" werd in eerste instantie enkel in het Franse taalgebied als single uitgebracht. In de Waalse Ultratop 50 kwam het tot de twintigste plaats, terwijl het in Frankrijk pas na zijn overlijden in 2018 piekte op plaats 119. In 1966 werd het in het Verenigd Koninkrijk als single uitgebracht, maar werd het geen succes. Desondanks bleek het een van zijn populairste nummers.

## NPO Radio 2 Top 2000
| Nummer met noteringen in de NPO Radio 2 Top 2000 | '06  | '07  | '08-'12 | '13  | '14  | '15  |
| ------------------------------------------------ | ---- | ---- | ------- | ---- | ---- | ---- |
| For me… formidable                               | 1909 | 1882 | -       | 1543 | 1951 | 1746 |

1. ↑  Een '-' betekent dat het nummer niet was genoteerd en een vetgedrukt getal geeft de hoogste notering aan.
2. ↑  2006 was het eerste jaar met een notering voor dit nummer.
3. ↑  Deze tabel is bijgewerkt tot en met de laatste editie (2024).